# 신광미츠코시
신광미츠코시(Shin Kong Mitsukoshi, SKM, 중국어: 新光三越百貨)는 대만 전역에서 운영되는 고급 백화점 브랜드로, 중국에도 매장이 있다. 이 브랜드는 대만 신광그룹과 일본 미츠코시의 합작 투자이다.
신광미츠코시의 첫 매장은 1991년 타이베이 중산구에 문을 열었고 현재 대만 전역에 16개의 지점이 있다. 중국의 첫 신광미츠코시 매장은 2007년 4월 베이징에 문을 열었다.

## 사건
2025년 2월 13일, SKM 타이중 지점에서 12층에서 천연가스 폭발이 발생하여 4명이 사망하고 30명이 부상당했다. 폭발로 인해 2명이 직접 사망했고, 마카오에서 온 관광객 2명이 거리에 떨어진 파편으로 사망했다. 타이중시 시장인 루슈옌은 안전 검사가 있을 때까지 지점의 운영을 중단하라고 명령했다.